# Lu Zhaolin
Pour les articles homonymes, voir Lu.
Dans ce nom, le nom de famille, Lu, précède le nom personnel Zhaolin.

Lu Zhaolin (chinois : 卢照邻 ; pinyin : Lú Zhàolín ; Wade : Lu Chao-lin) né v. 634 et décédé v. 688, nom de courtoisie zi Shengzhi (字 生之), est un poète de la dynastie Tang. Il fait partie du groupe surnommé les Quatre Paragons du début des Tang,. Avec le poète Luo Binwang, il est le premier à écrire dans le « style de l’époque » ou « nouveau style » (dāngshí tǐ, 當時體) sous les Tang et il est considéré comme l’un des poètes les plus influents de son époque.

## Biographie
Lu Zhaolin naît v. 634 dans le village de Fanyang (se trouverait aujourd’hui près de Beijing). Il est issu d’une longue lignée de fonctionnaires lettrés et il appartient à la branche septentrionale du puissant clan des Lu de Fanyang (en).
Ses études le mènent dans le sud à Yangzhou où il apprend l’histoire et les classiques sous le patronage de Cao Xian (曹憲) (541-645), philologue et maître des études sur le Wen Xuan  (recueil de poésie et de prose) puis sous le patronage de Wang Yifang (王義方; 615–669), le célèbre érudit des classiques chinois et ce, après la disgrace de Cao Xian. Lu Zhaolin devient alors un lettré avec une grande culture littéraire pour laquelle il est renommé (p. 289) et il est très talentueux dans la composition littéraire.
En 654, après ses études, il occupe le poste de secrétaire du prince de Deng Li Yuanyu (en) (624-665), le dix-septième fils de l’empereur Han Gaozu fondateur de la dynastie Tang,. Le prince apprécie vraiment l’écriture de Lu et il le compare au célèbre poète Sima Xiangru de la dynastie des Han occidental. Comme il travaille dans les archives privées du prince, Lu Zhaolin en profite pour étudier la vaste collection de livres qui se trouvent dans la bibliothèque.
Il est déjà un écrivain établi au début des années 660. Il est reconnu comme "a talented elite in the human realm" (une élite talentueuse du royaume humain), probablement grâce son célèbre poème Chang’an guyi (长安古意) (Ancienne pensée de Chang’an) où il parle de la nature éphémère de l’amour ainsi que celle de la vie. Lu Zhaolin avec les poètes en : Luo Binwang et Li Rong auraient formé un cercle d’activité poétique quand ils étaient tous à Chang’an au début des années 660, activité qui était courante sous les Tang.
En 661, il se rend dans le Sichuan et il rencontre le général militaire Qiao Shiwang (喬師望) qui s’illustre dans le domaine littéraire. Il se lie d’amitié avec lui. Lu Zhaolin reste membre de la cour jusqu’en 666 au moment où il se joint à Tang Gaozong, le troisième empereur chinois de la dynastie Tang dans un pèlerinage impérial au Mont Tai (Tàishān, 泰山). À la suite de ce pèlerinage, il est envoyé dans la province de Shu pour servir comme préfet du district de Xindu, dans la province Yi qui se trouverait aujourd’hui près de Chengdu (Sichuan). Puis, il quitte le Sichuan et s’installe à Luoyang. Il est emprisonné à la suite d’une affaire et il n’est libéré que grâce à l’intervention d’amis,,(p. 287). Il est affligé d’une maladie qu’il a contractée pendant qu’il était en poste à Xindu et il continue à travailler jusqu’à ce qu’il soit contraint d’arrêter à cause de cette affection. Il démissionne et retourne vers le nord où il passe deux années dans la capitale de Youzhou (en) avec sa famille.
En 673, il se rend à dans la capitale Chang'an pour se faire soigner par le célèbre médecin et alchimiste taoïste Sun Simiao (持思舰, 601-693). Ce dernier s’efforce de le soigner, mais sans succès. Impressionné par le médecin, Lu devient son disciple et il se met à l’étude de la philosophie taoïste et de la médecine et il écrit plusieurs travaux sur le sujet. Il adopte alors le pseudonyme de Youyouzi (幽憂子), littéralement le « maître de la tristesse voilée ». Il quitte la capitale et se rend à la montagne Taibai (pinyin : Tàibái Shān, chinois : 太白 山) pour se soigner. Mais, il prend des médicaments qui l’intoxiquent ce qui provoque l’atrophie d’une main et la paralysie des pieds,. Il souffre d’une maladie débilitante — fort probablement de l’arthrite rhumatoïde — qui finit par le rendre infirme,. Il achète quelques hectares de terre au pied du mont Juci (pinyin : Jùcí Shā, 具茨山) dans la ville de Yangdi (阳翟) où il se réfugie à la retraite. C’est là qu’il écrit le texte Cinq Tristesses (Wu Bei, 五悲) dans lequel il parle de son état de santé et de ses sentiments.
Lu Zhaolin passe les quinze dernières années de sa vie alité et en souffrance(p. 299). Vers 688, les revers politiques, les longues douleurs et son état d’infirme lui deviennent insupportables. Il écrit Shi Ji Wen (釋 在文) (Dissiper la maladie). Peu de temps après, il décide de mettre fin à sa souffrance (p. 289) et, à l’âge de 52 ans, il se suicide par la noyade dans la rivière Ying, près de Luoyang (Henan),,. Aujourd’hui, la sépulture de Lu Zhaokin se situe sur la rive ouest du ruisseau Hexi dans la région de Yuzhou (禹州市) dans la province du Henan, au centre de la Chine.
La pensée de Lu Zhaolin évolue tout au long de sa vie : il va du confucianisme dans sa jeunesse, passe par le taoïsme quand il tombe malade et devient bouddhiste quand sa maladie s’aggrave,.

## Poésie
Au début de sa carrière, Lu Zhaolin travaille pour le prince de Deng et il écrit des poèmes et ballades dans le style utilisé à la cour des Tang : un style courtois, rempli d’ornements très apprécié par les nobles. Soit par ses fonctions ou soit par pur plaisir, il voyage beaucoup en Chine. Son travail de poète reflète ces voyages ce qui a pour conséquence de sortir sa poésie de la cour et des courtisans(p. 300) et lui donne une plus grande souplesse  pour écrire plusieurs poèmes sociaux reflétant un nouveau sentiment de liberté, ce qui est convenu d’appeler le « nouveau style » ou « style de l’époque ». Son poème Chang’an guyi (长安古意) est un exemple de ce « nouveau style » : écrit en vers de sept syllabes (vers heptasyllabique) et dans un format plus long que le format connu, il traite du thème amoureux d’un point de vue autobiographique plutôt que général. Dans ce poème, il excelle dans la poésie et la prose parallèle.
C’est dans les quinze dernières années de sa vie, alors qu’il est infirme et sans espoir de guérir, que Lu Zhaolin compose ses œuvres les plus mémorables. En effet, à partir du moment où il tombe malade, sa poésie change et devient plus méditative et  le genre employé, les images et le contenu utilisés avant et après sa maladie s’opposent grandement.

## Œuvres

### Recueils
Les recueils ci-dessous ont été compilés et annotés par Zhang Xie de la dynastie Ming : 
- Recueil de Lu Shengzhi  (Lú Shēngzhī Jí , 卢升之集), en sept volumes.
- Recueil de Youyouzi (Yōu Yōu Zǐ Jí , 幽忧子集), en sept volumes.

### Écrits
Parmi ses textes remarquables, se trouvent Wu bei (五悲) (Cinq Tristesses) et Shi ji wen (释疾文) (Dissiper la maladie). Mais, pour nombre d’auteurs, son œuvre majeure reste le poème en sept syllabes Chang'an Gu Yi (Les Anciens Sentiments de Chang'an) dont un de ses vers est très connu et a traversé les âges :
« 得成比目何辭死，

願作鴛鴦不羨仙.
Quand nous serons unis comme les poissons jumelés, pourquoi craindre la mort ? 

Je préférerais être un mandarin canard sans envier les immortels. »